# Рача (Власеница)
Рача (серб. Рача / Rača) — село в общине Власеница Республики Сербской Боснии и Герцеговины. Население составляет 59 человек по переписи 2013 года.